# کارگردان هنری
کارگردان هنری یا مدیر هنری (به انگلیسی: Art director) یک مقام برای رشتهٔ وسیعی از کارهای مشابه در تئاتر، تبلیغات، بازاریابی، مُد، طراحی گرافیک، نشر، فیلم، تلویزیون، اینترنت، بازی و غیره است.
نظارت و یک نواخت کردن یک اثر وظیفه یک مدیر هنری است. به‌طور خاص، کارگردان هنری مسئول ظاهر بصری کلی اثر و ارتباط بصری محصول است. کارگردان هنری دربارهٔ عناصر بصری (visual elements)، اینکه از کدام سبک هنری (سبک) استفاده شود، تصمیم می‌گیرد. یکی از بزرگترین چالش‌هایی که کارگردان هنری با آن روبرو است، بازتاب پیام‌ها، مفاهیم و ایده‌های توسعه نیافته در محصول است.
حضور یک کارگردان هنری به عنوان یک شغل رسمی ابتدا در آژانس‌های تبلیغاتی آمریکایی دیده شده‌است؛ وظایف این کارگردانان تعیین محتوای تبلیغاتی، تعیین جزئیات اجرایی آثار تبلیغاتی و استخدام تخصص‌های مختلف هنری و فنی برای اجرای محتوا و جزئیات تعیین‌شده بود.

## تعریف
کارگردان هنری معمولاً تعیین‌کنندهٔ خط مشی کلی یک اثر هنری است. عملکرد کارگردان هنری در تأثیرگذاری اثر بر روی مخاطب و تسهیل در اجرای پروژه، قابل مشاهده است. «در یک پروژه، مدیر هنری فرایندهای خلاقهٔ بصری یک طرح را رهبری می‌کند و در مورد جنبه‌های زیبایی‌شناسانهٔ طرح تصمیم می‌گیرد. یک مدیر هنری عکس نمی‌گیرد، تصویرسازی نمی‌کند، دکور نمی‌سازد و مدل‌ها را برای عکاسی آماده نمی‌کند، بلکه مسیر کلی و هدف بصری پروژه را تعیین می‌کند… مدیریت هنری متمرکز بر دستیابی به یک نتیجهٔ بصری مشخص است، که ممکن است الهام گرفته از تأثیرات گوناگونی مانند رویکردها و مُدهای روز، مبحثی تاریخی یا آینده گرا، مضامین خاصی نظیر تکنولوژی پیشرفته یا صحنه‌ای روستایی یا یک حالت یا رفتاری باشد که بستگی به نتایج مورد نظر دارد. این وظیفهٔ مدیر هنری است که تضمین کند این اتفاق می‌افتد.»